# لعرارشة (الهيادنة)
لعرارشة هي إحدى مشيخات المملكة المغربية، تتبع جغرافيا لإقليم قلعة السراغنة وإداريًا لالهيادنة. يقدر عدد سكانها بـ 9501 نسمة حسب الإحصاء الرسمي للسكان والسكنى لسنة 2004.